# Selección de balonmano de Hungría
La Selección de balonmano de Hungría es el equipo formado por jugadores de nacionalidad húngara que representa a la Federación Húngara de Balonmano en las competiciones internacionales organizadas por la Federación Internacional de Balonmano (IHF) o el Comité Olímpico Internacional (COI). Su mayor éxito hasta la fecha se corresponde con el subcampeonato mundial logrado en el año 1986.

## Palmarés
| Competición        | Medalla de oro | Medalla de plata | Medalla de bronce |
| ------------------ | -------------- | ---------------- | ----------------- |
| Juegos Olímpicos   |                |                  |                   |
| Campeonato Mundial |                | 1986             |                   |
| Campeonato Europeo |                |                  |                   |

### Juegos Olímpicos
| - 1936 - 4.ª plaza - 1972 - 8.ª plaza - 1976 - 6.ª plaza - 1980 - 4.ª plaza - 1984 - No participó | - 1988 - 4.ª plaza - 1992 - 7.ª plaza - 1996 - No participó - 2000 - No participó - 2004 - 4.ª plaza | - 2008 - No participó - 2012 - 4.ª plaza - 2016 - No participó - 2020 - No participó - 2024 - 10.ª plaza |

### Campeonatos del Mundo
| - 1938 - No participó - 1954 - No participó - 1958 - 7.ª plaza - 1961 - No participó - 1964 - 8.ª plaza - 1967 - 8.ª plaza - 1970 - 8.ª plaza - 1974 - 7.ª plaza - 1978 - 9.ª plaza - 1982 - 9.ª plaza | - 1986 - Subcampeona - 1990 - 6.ª plaza - 1993 - 11.ª plaza - 1995 - 17.ª plaza - 1997 - 4.ª plaza - 1999 - 11.ª plaza - 2001 - No participó - 2003 - 6.ª plaza - 2005 - No participó - 2007 - 9.ª plaza | - 2009 - 6.ª plaza - 2011 - 7.ª plaza - 2013 - 8.ª plaza - 2015 - No participó - 2017 - 7.ª plaza - 2019 - 10.ª plaza - 2021 - 5.ª plaza - 2023 - 8.ª plaza |

### Campeonatos de Europa
| - 1994 - 7.ª plaza - 1996 - 10.ª plaza - 1998 - 6.ª plaza - 2000 - No participó - 2002 - No participó - 2004 - 9.ª plaza | - 2006 - 13.ª plaza - 2008 - 8.ª plaza - 2010 - 14.ª plaza - 2012 - 8.ª plaza - 2014 - 8.ª plaza - 2016 - 12.ª plaza | - 2018 - 14.ª plaza - 2020 - 9.ª plaza - 2022 - 15.ª plaza - 2024 - 5.ª plaza |

### Última convocatoria
Convocatoria del seleccionador nacional José María Rodríguez Vaquero para el Campeonato Europeo de Balonmano Masculino de 2024:
| Dorsal | Posición          | Nombre               | Edad | Altura (m) | Peso (kg) | Partidos | Goles | Club                 |
| ------ | ----------------- | -------------------- | ---- | ---------- | --------- | -------- | ----- | -------------------- |
| 1      | Portero           | Arián Andó           | 24   | 1.89       | 83        | 7        | 0     | Balatonfüredi KSE    |
| 2      | Lateral izquierdo | Adrián Sipos         | 31   | 1.98       | 106       | 65       | 28    | MT Melsungen         |
| 7      | Extremo izquierdo | Bendegúz Bóka        | 28   | 1.90       | 75        | 69       | 175   | Balatonfuredi KSE    |
| 10     | Extremo derecho   | Zsolt Krakovszki     | 21   | 1.88       | 86        | 6        | 13    | NEKA                 |
| 11     | Lateral derecho   | Patrik Ligetvári     | 25   | 2.01       | 104       | 84       | 86    | Veszprém KSE         |
| 18     | Extremo izquierdo | Bence Krakovszki     | 21   | 1.87       | 84        | 6        | 14    | Tatabánya KC         |
| 23     | Lateral derecho   | Dominik Máthé        | 22   | 2.01       | 108       | 39       | 138   | Paris Saint-Germain  |
| 24     | Central           | Gergő Fazekas        | 20   | 1.91       | 90        | 10       | 8     | Wisła Płock          |
| 27     | Pivote            | Bence Bánhidi        | 26   | 1.95       | 96        | 96       | 283   | SC Pick Szeged       |
| 28     | Pivote            | Szabolcs Szöllősi    | 34   | 1.94       | 101       | 97       | 118   | Dabas KK             |
| 30     | Lateral derecho   | Zoltán Szita         | 33   | 1.97       | 92        | 60       | 138   | SC Pick Szeged       |
| 32     | Portero           | Kristóf Palasics     | 21   | 1.99       | 107       | 3        | 0     | CB Ciudad de Logroño |
| 33     | Lateral derecho   | Gábor Ancsin         | 31   | 2.02       | 97        | 144      | 310   | Tatabánya KC         |
| 39     | Lateral izquierdo | Richárd Bodó         | 28   | 2.03       | 110       | 95       | 293   | SC Pick Szeged       |
| 43     | Lateral derecho   | Zoran Ilic           | 22   | 1.97       | 100       | 17       | 20    | HSV Hamburgo         |
| 45     | Pivote            | Miklós Rosta         | 24   | 2.03       | 120       | 48       | 124   | CS Dinamo Bucarest   |
| 61     | Portero           | László Bartucz       | 32   | 1.94       | 94        | 12       | 0     | Tatabánya KC         |
| 66     | Central           | Máté Lékai           | 33   | 1.90       | 92        | 166      | 498   | Ferencvárosi TC      |
| 77     | Central           | Egon Hanusz          | 24   | 1.70       | 90        | 37       | 61    | TVB 1898 Stuttgart   |
| 71     | Extremo derecho   | Máté Ónodi-Jánoskúti | 21   | 1.93       | 92        | 3        | 4     | Ferencvárosi TC      |